# Carmelita Pires
 (février 2019).
Carmelita Maria Barbosa Rodrigues Pires, née à Bissau le 16 novembre 1963, mieux connue sous le nom de Carmelita Pires ou de Ita, est une avocate et femme politique bissau-guinéenne.
Elle a été ministre de la Justice dans trois gouvernements, présidente du Parti Social-Démocrate Unifié (PUSD) et, depuis 2018, présidente de l'Organisation des Femmes du Parti du renouveau social (PRS).
C'est une activiste féministe engagée dans la lutte pour l'égalité des sexes dans la société guinéenne.

## Biographie
Elle est née à Bissau le 16 novembre 1963, de père d'ascendance portugaise et peul, et de mère d'ascendance bijago, papel et française.
Connue sous le diminutif de Ita, elle est élevée entre Bissorã, Bubaque, Cacine, Farim et Mansaba et continue ses études au Liceu Nacional Kwame N'Krumah à Bissau. Elle est arrêtée par la police pendant le régime de parti unique du PAIGC[pourquoi ?].
À l'âge de 17 ans, elle travaille comme enseignante à la Brigade pédagogique du PAIGC, contribution qui lui sera utile pour obtenir une bourse au Portugal.
Grâce à la coopération portugaise, elle obtient son diplôme en droit de l'Université de Coimbra le 16 janvier 1991. De 1993 à 2007, elle exerce en tant qu'avocate auprès des tribunaux bissau-guinéens et portugais. Parallèlement à ces activités en tant que juriste, elle occupe plusieurs fonctions publiques dans son pays et participe aux travaux de réforme législative promus au début des années 1990.
Évacuée de la ville de Bissau, avec sa famille, sur le cargo portugais Ponta de Sagres, au début de la guerre civile à Bissau, en juin 1998, elle se réfugie au Portugal, où elle prend parti pour la faction anti-gouvernementale, publiant des articles tels que « Ansumane Mané a légitimité, Nino Vieira non » et Lettre ouverte à l'Organisation des Nations Unies sur le conflit politique et militaire en Guinée-Bissau, publiés dans le quotidien Público. Après la fin des hostilités, elle fait partie du premier des groupes à rentrer dans le pays.
Sous les auspices du Bureau intégré des Nations unies pour la consolidation de la paix en Guinée-Bissau (UNIOGBIS), elle fait partie de la commission présidée par l'évêque de Bissau, afin de créer une base de dialogue entre le gouvernement, les partis d'opposition et la société civile.

### Débuts en politique
De retour au Portugal en octobre 2002, elle intègre la maîtrise en sciences juridiques et politiques de la faculté de droit de Lisbonne, où elle soutient la thèse Droits fondamentaux en Guinée-Bissau : normes et réalité. C’est pendant cette période qu'elle fait ses débuts en politique, en rejoignant le Parti social-démocrate unifié (PUSD) en 2003, à l'invitation de son président Francisco Fadul et de Carlos Pepito Schwarz, Président de l'Action pour le Développement (AD).
Entre avril 2007 et janvier 2009, elle devient ministre de la Justice et responsable du plan opérationnel de lutte contre le trafic de drogue, se distinguant par les positions prises devant le conseil des ministres. À l'époque, le pays est classé comme un narco-État et est reconnu comme une plate-forme entre l'Amérique du Sud et l'Europe. Elle reçoit plusieurs menaces, y compris des menaces de mort. Son passage par le ministère de la Justice a également été marqué par des positions en faveur de l'égalité des sexes, en nommant des femmes à des postes décisionnels, comme ce fut le cas, entre autres, de Lucinda Barbosa, nommée directrice de la police judiciaire, la seule police relevant du ministère de la Justice, qu’elle a complètement réorganisée, obtenant l'entrée de nombreuses femmes par voie de concours public, dans une institution jusque-là composée exclusivement d'hommes.
Nommée conseillère pour la réforme de la défense et de la sécurité, la lutte contre le trafic de drogue et les affaires juridiques, elle part en juillet 2009 pour Abuja, au Nigeria, à l'invitation du président de la Communauté économique des États de l'Afrique de l'Ouest (CEDEAO) pour assumer les fonctions de conseillère spéciale en matière de lutte contre le trafic de drogues et le crime organisé, fonctions qu'elle exerce pendant plus de trois ans.
Après le coup d'État d'avril 2012, elle s'efforce une fois de plus d'obtenir une transition pacifique. Elle est élue présidente du PUSD en octobre 2013, après avoir participé en tant que tête de liste du parti au poste de Premier ministre aux élections législatives de l'année suivante. Le PUSD est exclu dans 19 circonscriptions par la Cour suprême du pays, n'ayant été autorisé à participer qu'à 10 des 29. Il est le seul parti à avoir des femmes en tête de liste de 6 circonscriptions.
Invitée, en raison du prestige acquis, à occuper le portefeuille de la justice au sein du gouvernement de la neuvième législature, elle pose la première pierre du palais de justice, dont l'accord de construction avait été signé avec la Chine une demi-douzaine d’années auparavant par elle-même. Elle nomme une femme à la tête de la police judiciaire, Filomena Mendes Lopes.
Carmelita Pires démissionne de la présidence du PUSD à la fin du mois de novembre 2016, dénonçant l'ingérence de personnalités très bien placées dans la hiérarchie de l'État dans la vie interne du parti. Sur l'invitation de son secrétaire général, il rejoint le 21 septembre 2017 le Parti du renouveau social (PRS), le deuxième parti de la configuration parlementaire de la neuvième législature, avec 41 députés sur un total de 102. Le 1er février 2018, elle est assermentée en tant que secrétaire nationale de l'organisation des femmes du PRS.